# قوات الحرس الوطني (مصر)

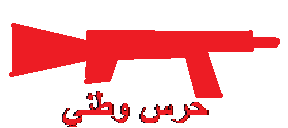
شعار الحرس الوطني المصري

الحرس الوطني المصري، تم إنشاء قوات الحرس الوطني لتكون حارساً شخصياً للرئيس جمال عبد الناصر وهي قوة شبه عسكرية تحت قيادة وزارة الدفاع. بعد فصل شعبة الحرس الجمهوري من مهام حماية الرئيس، ظل الحرس الوطني قوة كبيرة شبه العسكرية وكان عدد هذه القوات حوالي 60،000 فرد، وكانت تستخدم أساسا للاحتفالات والمسيرات التي هي واجبات لحماية المواقع الرئاسية والمباني العامة والهامة في القاهرة، وتوفير حرس الشرف والأجهزة الأمنية لأعلى الشخصيات الوطنية والضيوف الأجانب المهمة، والاستجابة إلى أي تمرد أو انقلاب أو تهديد آخر للسلطة الرئاسية. كانوا أعضاء قوات الحرس الوطني (بشكل أساسي وليس حصري) و كان المتطوعين متحفزين بدلاً من المجندين. كانو يتلقون مكافآت، سيارات جديدة وسكن مدعوم، وتلقى تدريبا أكبر من الجيش النظامي. وتم تغيير اسم قوات الحرس الوطني إلى قوات الأمن المركزي.